# Tlaxinga
Tlaxinga o Clatzinga es una localidad del estado mexicano de Guerrero. Es parte del municipio de Chilapa de Álvarez.

## Toponimia
El nombre «Tlaxinga» proviene de los términos en náhuatl: tlaxinqui, carpintero; ca, locativo. Su significado es «lugar de los carpinteros».

## Demografía
| Gráfica de evolución demográfica |
|                                  |

| Censo | Población |
| ----- | --------- |
| 1921  | 253       |
| 1930  | 343       |
| 1940  | 434       |
| 1950  | 603       |
| 1960  | 740       |
| 1970  | 846       |
| 1980  | 1 105     |
| 1990  | 1 183     |
| 2000  | 735       |
| 2010  | 1 884     |
| 2020  | 1 110     |